# Cantó de Lons-le-Saunier-Nord
El cantó de Lons-le-Saunier-Nord és un cantó francès del departament del Jura, situat al districte de Lons-le-Saunier. Té 7 municipis i part del de Lons-le-Saunier.

## Municipis
- Chille
- Condamine
- Courlans
- Courlaoux
- L'Étoile
- Lons-le-Saunier (part)
- Montmorot
- Saint-Didier
- Villeneuve-sous-Pymont

## Història
| Data d'elecció                           | Identitat             | Partit               | Qualitat |
| ---------------------------------------- | --------------------- | -------------------- | -------- |
| 1945-1967                                | Paul Seguin           | radical, després RGR |          |
| 1967-1998                                | René Feit             | RI, després UDF      |          |
| 1998-2011                                | Jean-Claude Servillat | UMP                  |          |
| 2011-                                    | Marc-Henri Duvernet   | PS                   |          |
| les dades anteriors no són pas conegudes |                       |                      |          |
|                                          |                       |                      |          |